# Hermann Reuter (Bibliothekar)

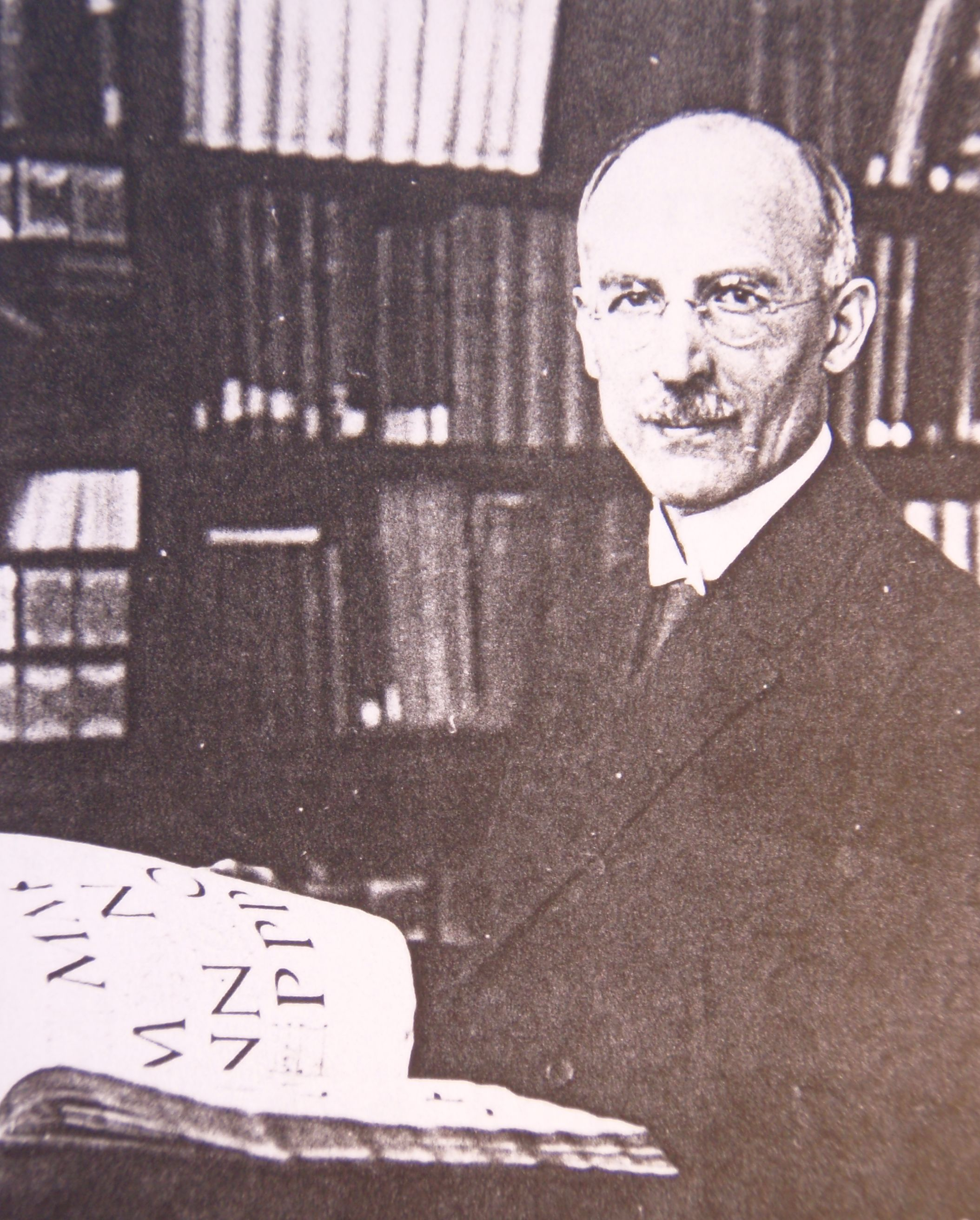
Hermann Reuter an seinem 70. Geburtstag (1950)

Hermann Reuter (* 20. Juni 1880 in Siegen; † 11. Januar 1970 in Düsseldorf) war ein deutscher Bibliothekar, Heimatforscher und Mundartforscher. Von 1928 bis 1950 war er Leiter der Landes- und Stadtbibliothek Düsseldorf.

## Familie
Hermann Reuter wurde in Siegen als Sohn des Konditors Jakob Reuter (1838–1909) und seiner Frau Wilhelmine geb. Melsbach (1843–1918) geboren. Er hatte vier Geschwister: Berta (* 1872), Hanna (* 1874), Elise (* 1876), Ernst (* 1882). Reuter blieb unverheiratet; seine Schwester Elise führte ihm den Düsseldorfer Haushalt.

## Werdegang und Wirken
Nach seiner Reifeprüfung in Siegen studierte Reuter ab 1899 Germanistik, Anglistik und Romanistik in Bonn und später in Freiburg. Dort promovierte er 1903 bei dem Germanisten Friedrich Kluge über das Thema Beiträge zur Lautlehre der Siegerländer Mundart zum Dr. phil. Während seines Studiums wurde er 1899 Mitglied der Burschenschaft Alemannia Bonn. Die Staatsprüfung für das höhere Lehramt – in den Hauptfächern Deutsch, Englisch und Französisch – absolvierte er 1905 in Karlsruhe.
Im Mai 1904 wurde Reuter für zwei Jahre Volontär an der Universitätsbibliothek Freiburg und übernahm ab 1. April 1906 eine Hilfsarbeiterstelle an der Landes- und Stadtbibliothek Düsseldorf. Bereits nach einem Jahr wurde er zum Bibliothekar ernannt und war fortan im wissenschaftlichen Dienst tätig. Mit dem Ausscheiden von Constantin Nörrenberg übernahm Hermann Reuter 1928 die Leitung der Bibliothek, die er bis 1950 innehatte.
Sofort nach Beginn des Zweiten Weltkriegs begann Reuter mit der Planung zur Sicherung der Bibliotheksbestände. Von 1942 bis 1944 lagerten er und seine Mitarbeiter alle Handschriften und Inkunabeln, alle Sondersammlungen und etwa Dreiviertel des gesamten Buchbestandes, rund 174.000 Bände, in 15 ausgewählte Bergungsorte (Schlösser und Salzbergwerke) aus. Durch Brand- und Sprengbomben wurde ein großer Teil des Bibliotheksgebäudes zerstört. Der Wiederaufbau und die Wiedereinrichtung konnten Ende 1949 provisorisch zu einem vorläufigen Abschluss gebracht werden.
Durch einen persönlichen Kontakt zu Fürst August zu Sayn-Wittgenstein-Hohenstein veranlasste Hermann Reuter im Herbst 1943 die Auslagerung der Heinrich-Heine-Bibliothek von der durch Kriegseinwirkung bedrohten Düsseldorfer Landes- und Stadtbibliothek in die Kapelle von Schloss Wittgenstein. Dort wurde sie im Februar 1947 auf Weisung der englischen Militärregierung, Abt. Schöne Künste  wieder abgeholt und nach Düsseldorf zurückgebracht.
Neben seiner Bibliothekarstätigkeit widmete Reuter sich jahrzehntelang sprachwissenschaftlichen Forschungen, insbesondere zur Mundart seiner siegerländischen Heimat. Gemeinsam mit seinem ehemaligen Siegener Realgymnasiallehrer Jacob Heinzerling verfasste er das 1938 erstmals veröffentlichte Siegerländer Wörterbuch. Nach seiner Pensionierung widmete sich Reuter ab 1950 ausschließlich der Siegener Heimatkunde und vor allem der Siegerländer Mundart, was 1968 zur Veröffentlichung des von ihm allein neu bearbeiteten Siegerländer Wörterbuchs führte.

## Ehrungen
1917 Verdienstkreuz für Kriegshilfe für die im Ersten Weltkrieg von ihm gegründete Auskunftsstelle für verwundete und vermisste Soldaten („Zentralstelle für freiwillige Liebesdienste“).
1940 Goldenes Treuedienst-Ehrenzeichen zum 40. jährigen Dienstjubiläum
1955 Ehrenmitglied des Düsseldorfer Geschichtsvereins.
Am 5. April 1957 wurde Reuter unter anderem für die Rettung des Heinrich-Heine-Archivs im Zweiten Weltkrieg mit dem Bundesverdienstkreuz (I. Klasse) ausgezeichnet.
Die Hermann-Reuther-Straße in Düsseldorf-Derendorf ist 2008 nach einer jüngeren Person gleichen Namens benannt worden.

## Schriften (Auswahl)
- Beiträge zur Lautlehre der Siegerländer Mundart. Inaugural-Dissertation zur Erlangung der Doktorwürde bei der hohen Philosophischen Fakultät der Albert Ludwigs-Universität zu Freiburg im Breisgau. Druck von Eberhard Karras, Halle a. d. Saale 1903. (Das persönliche Autoren-Handexemplar der Dissertation von Hermann Reuter mit zahlreichen handschriftlichen Ergänzungsnotizen befindet sich in der Universitäts- und Landesbibliothek Düsseldorf, Signatur: slg48/Dok/25.)
- Landschafts- und Ortsneckereien im Siegerland. Ein Beitrag zur Volkskunde. In: Festschrift aus Anlaß der Siebenhundertjahrfeier von Burg und Stadt Siegen. Hrsg. von Hans Kruse. Siegen 1924, S. 98–103.
- Die Familiennamen im ältesten Siegener Bürgerverzeichnis von 1455/56. Eine Einführung in ihre Entstehung. In: Siegerland, Bd. 8, 1926, S. 84–88.
- Jakob Heinzerling als Sprachforscher. [Mit Verzeichnis der] Veröffentlichungen von Jakob Heinzerling. In: Siegerland, Bd. 8, 1926, S. 66–69.
- (mit Jakob Heinzerling): Siegerländer Wörterbuch. Hrsg. im Auftrage des Vereins für Heimatkunde und Heimatschutz im Siegerlande samt Nachbargebieten zu Siegen. Verlag Vorländer, Siegen 1932–1938. 2. Auflage, neu bearbeitet von Hermann Reuter, Herausgegeben von der Stadt Siegen, Forschungsstelle Siegerland, Verlag Vorländer, Siegen 1968. (Besprechung von Felix Wortmann, in: Westfälische Forschungen, Bd. 2, 1940, S. 276–279.)
- Von der Arbeit am Siegerländer Wörterbuch, in: Siegerland, Bd. 18, 1936, S. 27–30.
- Jakob Heinzerling †. In: Hessische Blätter für Volkskunde, Jg. 39, 1941, S. 174–176.
- Die Rettung der Heine-Sammlung. In: Rheinische Post, 13. Dezember 1947. Nachdruck in: Wittgenstein. Blätter des Wittgensteiner Heimatvereins, Jg. 87, September 1999, Bd. 63, H. 3, S. 101–103.
- Vom Bergmannsgruß „Glückauf“! In: Siegerländer Heimatkalender, Jg. 30, 1955, S. 81–83.
- Fängt der Streit um Rubensʻ Geburtsort wieder an? Flämische Historiker bezweifeln, daß P. P. Rubens in Siegen geboren wurde. In: Westfälische Rundschau Nr. 62 vom 13. März 1956.
- Das Siegener Krönchen. Seit 300 Jahren das Wahrzeichen des Siegerlandes. In: Westfälische Rundschau Nr. 188 vom 16. August 1958.
- Das Zeitungswesen im Siegerland vor 100 Jahren und heute. In: Westfälische Rundschau Nr. 301 vom 30. Dezember 1958.
- Geschichtsbewußtsein gepflegt. 25 Jahre Museumsverein [des Siegerlandmuseums im Oberen Schloss]. In: Siegbild 5, Heft 2 (1962), S. 35–37.

## Nachlass
- Nachlass Hermann Reuter, Universitäts- und Landesbibliothek Düsseldorf auf kalliope-verbund.info, abgerufen am 2. April 2022.

- Nachlass Hermann Reuter, Stadtarchiv Siegen[9]